# 李满住
李满住，又作李瞒咄，（？—1467年），是明朝初年女真首领，首任建州卫首领阿哈出的孫子，釋迦奴（汉名李顯忠）的兒子。1426年，袭封建州卫都督僉事。李滿住的舅舅为猛哥帖木兒（猛哥帖木兒或為努尔哈赤的祖先孟特穆）。

## 经历
李满住世袭了其父釋迦奴的职位成为建州卫指挥使。其居地“原住回波江方州”，方州又称房州，即辉发河流域的凤州（奉州），在今黑龙江省东宁县大城子古城。由于受到忽剌温野人、鞑靼人的骚扰，1424年（朝鮮世宗六年, 明永乐二十一年）四月，李满住“蒙圣旨，许于婆猪江多回坪等处居住”，率管下指挥沈时里哈、沈者罗老、盛舍歹、童所老等一千余户，南迁到鸭绿江支流婆猪江（又称佟佳江，即今浑江）兀喇山城（今辽宁桓仁五女山城南麓）一带。
1425年（洪熙元年），首次向明朝进贡马匹方物。1429年（宣德四年），请求入朝为侍卫，没有获得允准。1430年（宣德五年），请求和朝鲜互市，朝鲜不许，明宣宗让他在辽东边境贸易。海西女真忽剌温侵扰，想要移居辽阳草河，派儿子李古纳哈朝贡，送还东宁卫逃人四十八口。受到嘉赏。
1438年（正統三年），李满住部为避开朝鲜的进攻，迁居佟佳江苏子河（灶突山东南浑河），从事农业，畜牧牛马。1439年，李满住上言“都督凡察、指揮童倉（即董山）為朝鮮所誘，叛去。”1442年，擢升为都督佥事。1446年，和凡察派人进贡马、驼、方物。1447年，進李满住為都督同知。六月，受命抵御瓦剌进攻。1451年，因为蒙古脱脱不花东侵，他移居兀喇山瓮村。1455年（景泰六年）十二月，明廷命其子李古纳哈代替父职，任都督同知，主管建州卫事务。
1467年（成化三年）四月，董山等人接受明廷招抚，李古纳哈等人赴京师朝贡。八月，董山在广宁被诱杀，李古纳哈逃回建州。九月，明廷命靖虏将军赵辅等率领5万大军分道出师，直讨建州大本营佛阿拉。同时，明廷还“约会朝鲜兵”夹击建州。于是朝鲜派康纯等率领1万多兵马前往进剿，于九月二日渡过鸭绿江，二十九日袭击居住在婆猪江沿岸的李满住等诸寨，三十日破兀弥府，李满住及其子李古纳哈及管下286人被擒杀，並于1468年正月將俘虜獻給明宪宗。1469年，古納哈的兒子完者禿袭封都督僉事。

## 与满洲关系
满洲人的始祖从布库里雍顺开始不断的从黑龙江松花江流域往南迁移。到了猛哥帖木儿和樊察的年代已经迁至今乌苏里江东南和朝鲜半岛东北部（今咸镜南道会宁市一带）。永乐四年（1406年），在阿哈出的推荐下，明朝政府授猛哥帖木儿为建州卫都指挥使（被朝鮮稱建州衛斡朵里），因而引起朝鲜的不满。永乐九年（1411年），“猛哥贴木儿尝侵庆源，畏其见伐，徙于凤州。”“永乐十四年（1416年），明朝政府正式设建州左卫于凤州，委任猛哥帖木儿专管建州左卫事宜。永乐二十二年（1424年），与建州卫迁往婆猪江的同时，猛哥贴木儿率部众迁回朝鲜境内阿木河旧居地。宣德八年（1433年），楊木答兀勾引嫌真兀狄哈首領弗答哈,葛多介前来袭击城寨，杀死猛哥帖木儿和长子阿古等人。
明英宗朱祁镇正统五年（1440年），凡察和猛哥帖木儿的次子查山（清人谓之充善，董山）‘畏兀狄哈掳掠，又乏资财，将至饿死’，只好率领余部从朝鲜会宁西迁辽东。同行的300余户，另有百余户留居当地。途中克服种种困难，最后迁至浑河上游的苏子河，与先期迁到当地的胡里改部重新会聚到一起，阿古妻带遗腹子嫁于建州卫胡里改部酋长李满住。防御外来侵扰的共同需要促使建州卫与建州左卫的部落再度走向联合，使满洲祖先血缘部落间的传统关系又有了新发展。
猛哥帖木儿、凡察之姊是李满住之母，其子阿古、董山与李满住都是表兄弟。可是董山（努尔哈赤五世祖）又娶李满住之女为妻，故而，猛哥帖木儿、李满住从血缘上讲又都是努尔哈赤祖先。

## 延伸阅读
[在维基数据编辑]
 《清史稿/卷222》，出自趙爾巽《清史稿》
 《清史稿/卷222》